# 亚历山大·察尔布鲁克纳
亚历山大·察尔布鲁克纳（德語：Alexander Zahlbruckner，1860年5月31日—1938年），或译扎尔布鲁克纳，是一位专门研究地衣的奥匈帝国植物学家。他的祖父约翰·巴布蒂斯特·察尔布鲁克纳是一位较早的奥地利植物学家。
从1878年到1883年，他在维也纳大学学习，他的导师包括安东·克纳·冯·马里劳恩和朱利叶斯·维斯纳。之后，他在维也纳自然历史博物馆担任君特·贝克·冯·曼那哥塔-勒驰奈的志愿助理，并逐步获得助理馆长（1897年起）、馆长（1899年起）和首席馆长（1912年起）的头衔。从1918年直到他于1922年退休，他一直担任博物馆植物学部主任。从1920年起，他成为匈牙利科学院院士。退休后，他继续在地衣学领域进行研究。
在1905年，他担任在维也纳举行的国际植物学大会的秘书长。察尔布鲁克纳以出版《世界地衣目录》（Catalogus lichenum universalis）而闻名，该目录包含所有已出版的地衣名称，从1922年到1940年共发行十卷。他还发表了有关非洲中部、南美洲、中国、复活节岛、胡安·费尔南德斯群岛、达尔马提亚、台湾、日本、爪哇和萨摩亚的地衣形成真菌的区域著作。
在1910年，植物学家阿尔伯特·威廉·赫尔发表了真菌属Zahlbrucknera（后来的 Zahlbrucknerella）以纪念察尔布鲁克纳。

## 作品
Catalogus lichenum universalis. (Leipzig, Gebrüder Borntraeger, New York, Johnson Reprint Corp., 1922–1940).

## 图集

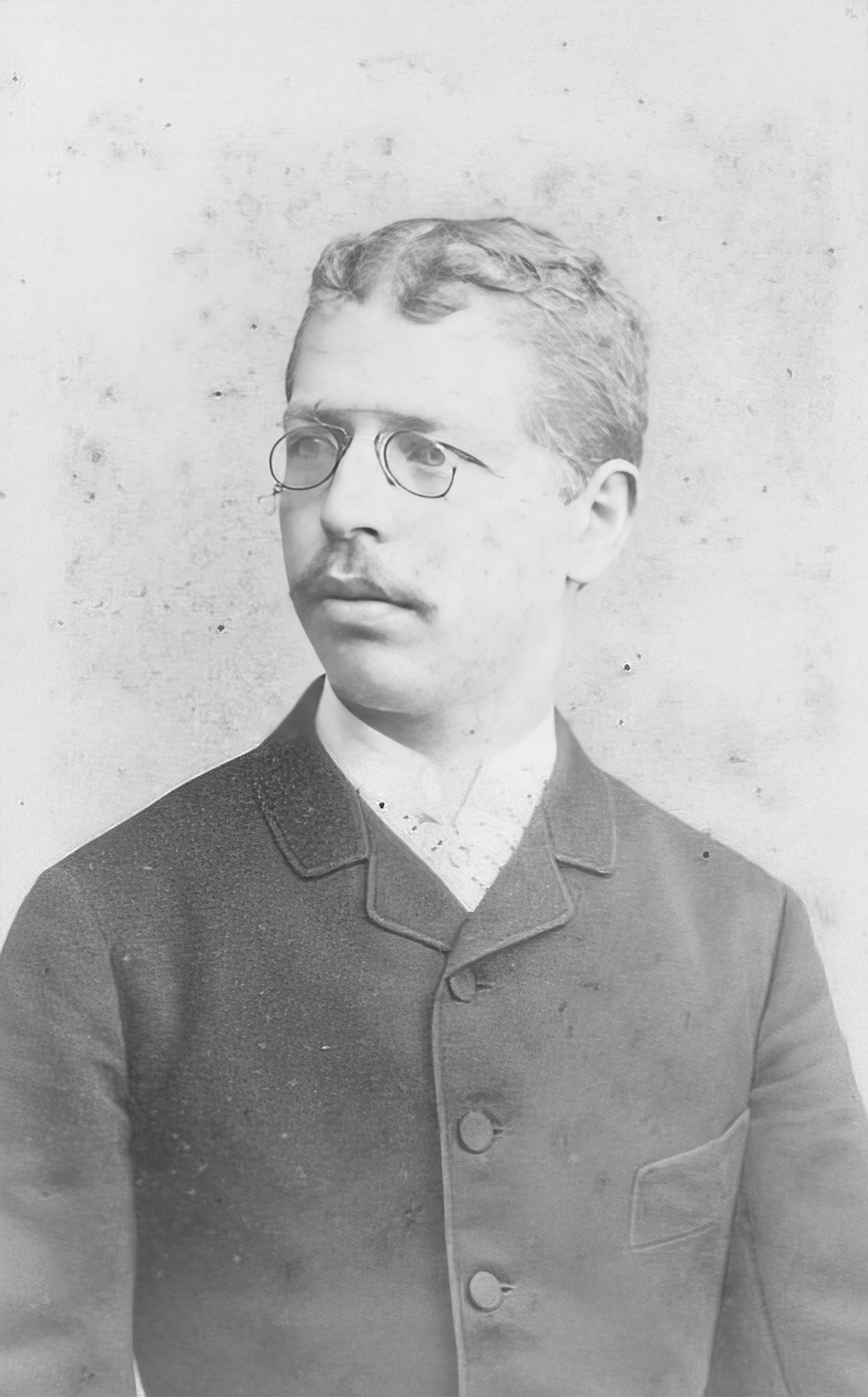
早年的亚历山大·察尔布鲁克纳。
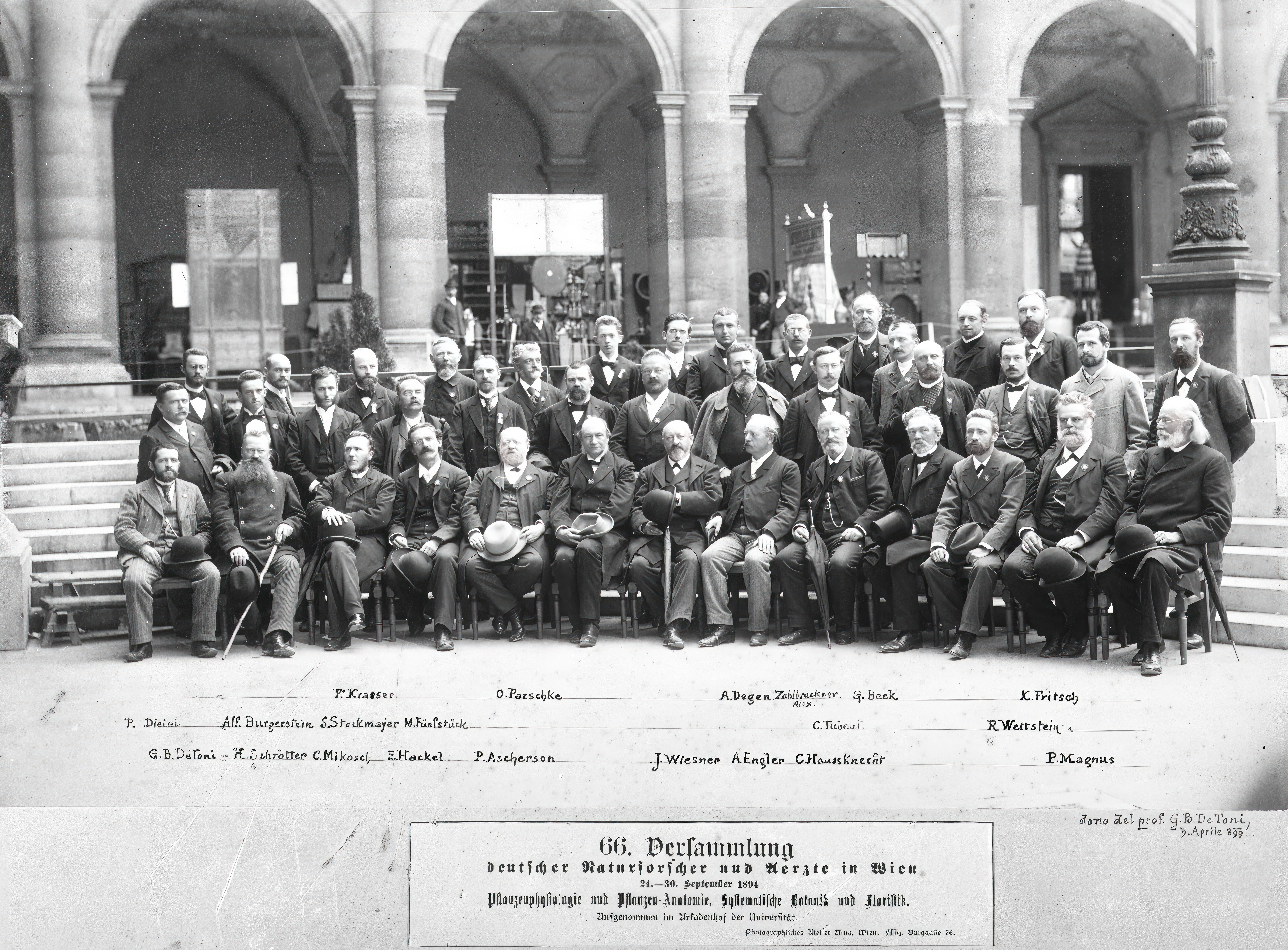
德国博物学家和医生在维也纳会面（1894年）
维也纳国际植物学大会（1905年）
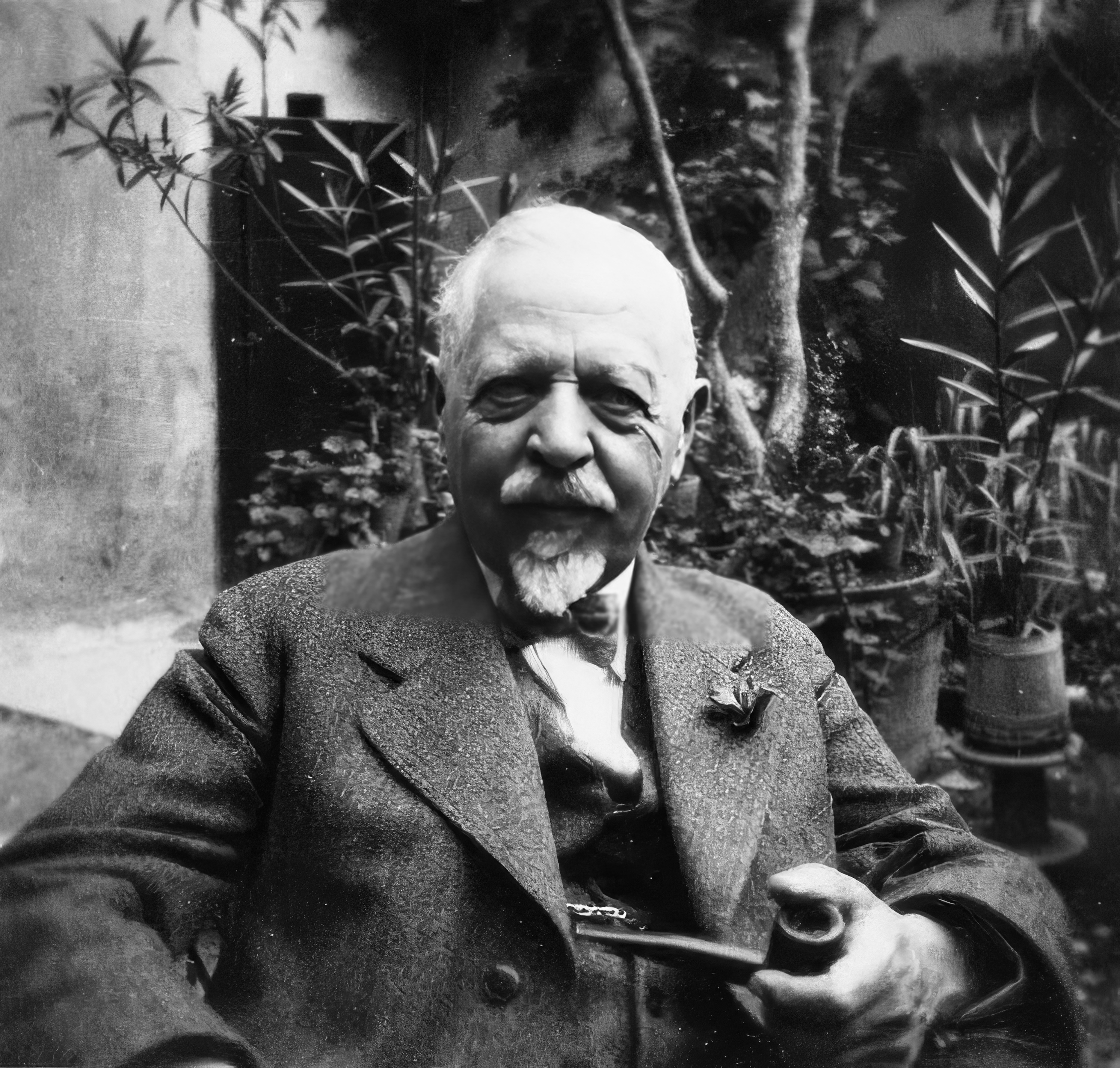
1936年的亚历山大·察尔布鲁克纳